# Himalayan
Himalayan è il terzo album in studio del gruppo musicale alternative rock inglese Band of Skulls, pubblicato il 31 marzo 2014.

## Tracce
1. Asleep at the Wheel – 4:06
2. Himalayan – 3:13
3. Hoochie Coochie – 2:37
4. Cold Sweat – 4:37
5. Nightmares – 4:11
6. Brothers and Sisters – 3:05
7. I Guess I Know You Fairly Well – 3:35
8. You Are All That I Am Not – 4:52
9. I Feel Like Ten Men, Nine Dead and One Dying – 4:08
10. Toreador – 3:59
11. Heaven's Key – 4:49
12. Get Yourself Together – 3:54